# Kottes-Purk
Kottes-Purk – gmina targowa w Austrii, w kraju związkowym Dolna Austria, w powiecie Zwettl. Liczy 1 499 mieszkańców (1 stycznia 2014).